# نوريت بيليد-إلحنان
نوريت بيليد الحنان (بالعبرية: נורית פלד-אלחנן؛ ولدت في عام 1949 في القدس) عالمة لغوية إسرائيلية وأستاذة اللغة والتعليم في الجامعة العبرية في القدس، ومترجمة، وناشطة في مجال حقوق الإنسان. حصلت على جائزة سخاروف لحرية الفكر التي يمنحها البرلمان الأوروبي عام 2001. 
إشتهرت بأبحاثها حول تصوير الفلسطينيين في الكتب المدرسية الإسرائيلية ومناهضتها للفلسطينيين.
وهي تدعي أن المناهج الفلسطينية تخضع لرقابة شديدة، وأن "تدريس التاريخ الفلسطيني أو النكبة في المدارس العربية، محظور - وهو الحظر الذي تمت صياغته مؤخرًا كقانون النكبة.
انتقدت جورج بوش، وتوني بلير، وآرييل شارون لتعزيز وجهات النظر المعادية للمسلمين.